# Srní
Srní település Csehországban, a Klatovyi járásban. Srní Modrava, Hartmanice, Rejštejn, Horská Kvilda és Prášily településekkel határos. Lakosainak száma 256 fő (2024. január 1.).

## Népesség
A település lakosságának változását az alábbi diagram mutatja:
| Lakosok száma | 2088 | 2191 | 2121 | 227  | 309  | 252  | 235  | 226  | 217  | 256  |
|               | 1869 | 1890 | 1930 | 1961 | 1980 | 2014 | 2017 | 2019 | 2022 | 2024 |